# Пало-Альто (Агуаскальентес)
Пало-Альто (исп. Palo Alto) — город и административный центр муниципалитета Эль-Льяно в мексиканском штате Агуаскальентес. Численность населения, по данным переписи 2010 года, составила 5 399 человек.

## История
После образования муниципалитета Эль-Льяно в 1992 году, стал его центром.